# NGC 417
NGC 417 (другие обозначения — ESO 541-24, MCG −3-4-19, NPM1G −18.0052, PGC 4237) — галактика в созвездии Кит.
У галактики имеется спутник (PGC 4241) к северу от NGC 417, но расстояние до этого объекта неизвестно. Поэтому остается открытым вопрос — это физический спутник или оптический двойник.
Этот объект входит в число перечисленных в оригинальной редакции «Нового общего каталога».

## Оценка расстояния и размеров
Исходя из скорости разбегания[уточнить] в 12660 км/с расчёт показывает, что NGC 417 находится на расстоянии около 590 миллионов световых лет. Это согласуется с независимой оценкой по расстояния по красного смещению, дающую значение около 535 миллионов световых лет. Однако для объектов на таких расстояниях необходимо принимать расширение Вселенной за время, которое потребовалось их свету, чтобы достичь нас. Это показывает, что галактика находилась на расстоянии около 560 миллионов световых лет в то время, когда свет, которым мы видим, испускался, около 570—575 миллионов лет назад. Учитывая это и его кажущийся размер около 0,65 на 0,6 угловых минут, галактика имеет ширину от 105 до 110 тысяч световых лет.